# U.S. Highway 91
Der U.S. Highway 91 (kurz US 91) ist heute nur noch eine Nord-Süd-Verbindung von Idaho Falls im südlichen Idaho in den Ballungsraum um Salt Lake City in Utah. Bis Mitte der 1970er Jahre war er eine Fernverbindungsroute von Montana bis Kalifornien. Diese Funktion hat seitdem die Interstate 15 übernommen. Ein Teil der ehemaligen Route in Kalifornien zwischen Los Angeles und Riverside existiert noch als California State Route 91.

## Verlauf

### Utah
Der U.S. Highway 91 beginnt bei Brigham City und führt anschließend in den Wellsville Mountains durch den Wellsville Canyon zum Cache Valley. Dabei passiert er Mantua und den Mantua Lake. Der Highway dient als wichtigste Straße in dem Tal. Die größte Stadt ist Logan. Beide Teile des Cache Valleys in Utah und Idaho gehören zur Logan Utah Metropolitan Statistical Area.

### Idaho
Der US 91 führt weiter nach Preston, der größten Stadt des Cache Valleys in Idaho. Der U.S. Highway verläuft dann wieder zurück zur Interstate 15 und folgt der Yellowstone Avenue in Pocatello bis nach Idaho Falls.

## Zubringer und Umgehungen
- U.S. Highway 191, zwischen Douglas und Loring
- U.S. Highway 491, zwischen Gallup und Monticello